# 楠本稻
楠本稻（日语：／ Kusumoto Ine，1827年5月31日—1903年8月27日，出生名失本稻（日语：失本 稲），是日本史上首位女性西醫師。她的母親楠本滝（日语：楠本 滝）是日本長崎的遊女，父親菲利普·法蘭茲·馮·西博德是在出島工作的德國醫師，在日本鎖國政策實行期間，出島是日本對西方開放的唯一窗口。楠本稻又被稱為阿稻（日语：おイネ），後來她有了暱稱伊篤（日语：伊篤），由於她與出島及蘭學淵源頗深，她又常被稱為荷蘭阿稻（日语：オランダおいね）。
西博德在1829年遭日本驅逐出境，不過他仍設法照顧妻女，並請自己的同事和學生幫忙照顧她們。在阿稻成為西醫後，名聲極盛，更受到伊達宗城大名。她在日本各地受到許多老師指導，其中有位老師石井宗謙使她懷有身孕（可能是因姦成孕），致使她生下了獨生女楠本高子，而楠本稻終其一生都沒有結婚。在明治維新後，楠本稻移居至東京並就此定居，在1873年，她幫明治天皇的典侍葉室光子接生。在楠本稻過世之後，她的生平故事成為許多小說、戲劇、漫畫、音樂劇的題材。

## 生平

### 早年

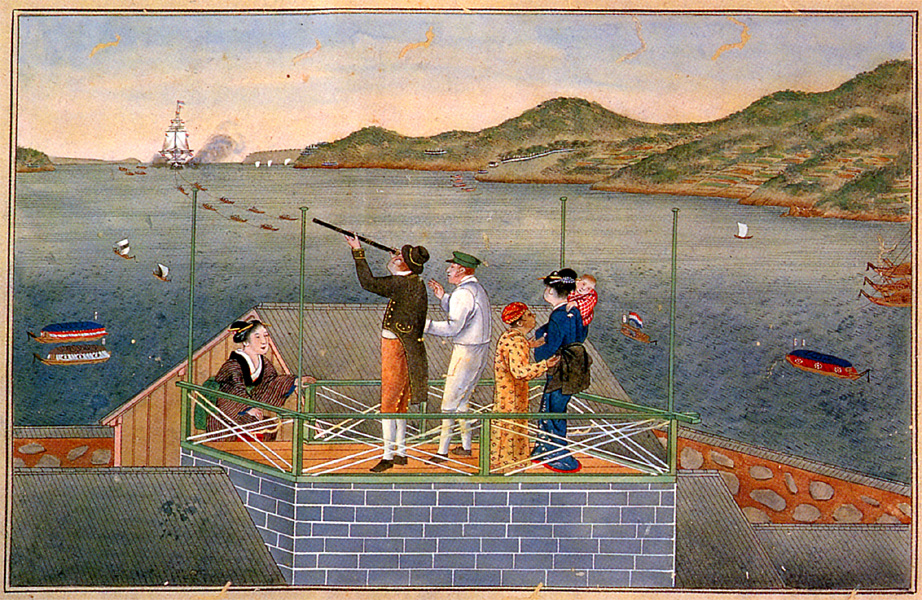
《蘭船入港圖》，川原慶賀繪。此圖繪製了楠本稻、楠本滝、和菲利普·法蘭茲·馮·西博德在出島的景象。

楠本稻在1827年5月31日於長崎出生。她的姓氏「失本」取自其德國的父親菲利普·法蘭茲·馮·西博德的姓氏「西博德」的日語近似音，西博德住在長崎附近的出島，這是17至19世紀期間日本所建築的人工島，位在長崎附近。在日本鎖國政策實行的兩百餘年內，對外交流受到限制。在出島期間，西博德將西方醫療技術引入日本。楠本稻的母親是楠本滝（日语：楠本 滝），1823年，16歲的她從丸山遊廓被送到出島當西博德的妾。
在西博德於1829年10月22日被驅逐出出島之前，楠本稻與她的父母都一同住在那裏，而西博德被驅逐的理由，是因為他涉嫌從地理學家高橋景保那裡蒐集管制資訊並違法散播至境外。他被指控走私地圖等物品到日本的敵國，例如對日本國境之北構成威脅的俄羅斯。滝和當時兩歲的稻不被允許離開日本；母女在港口向西博德揮手道別，之後西博德搭小船從港口離去，不久後，滝與一位名為和三郎（日语：和三郎）的男子再婚。

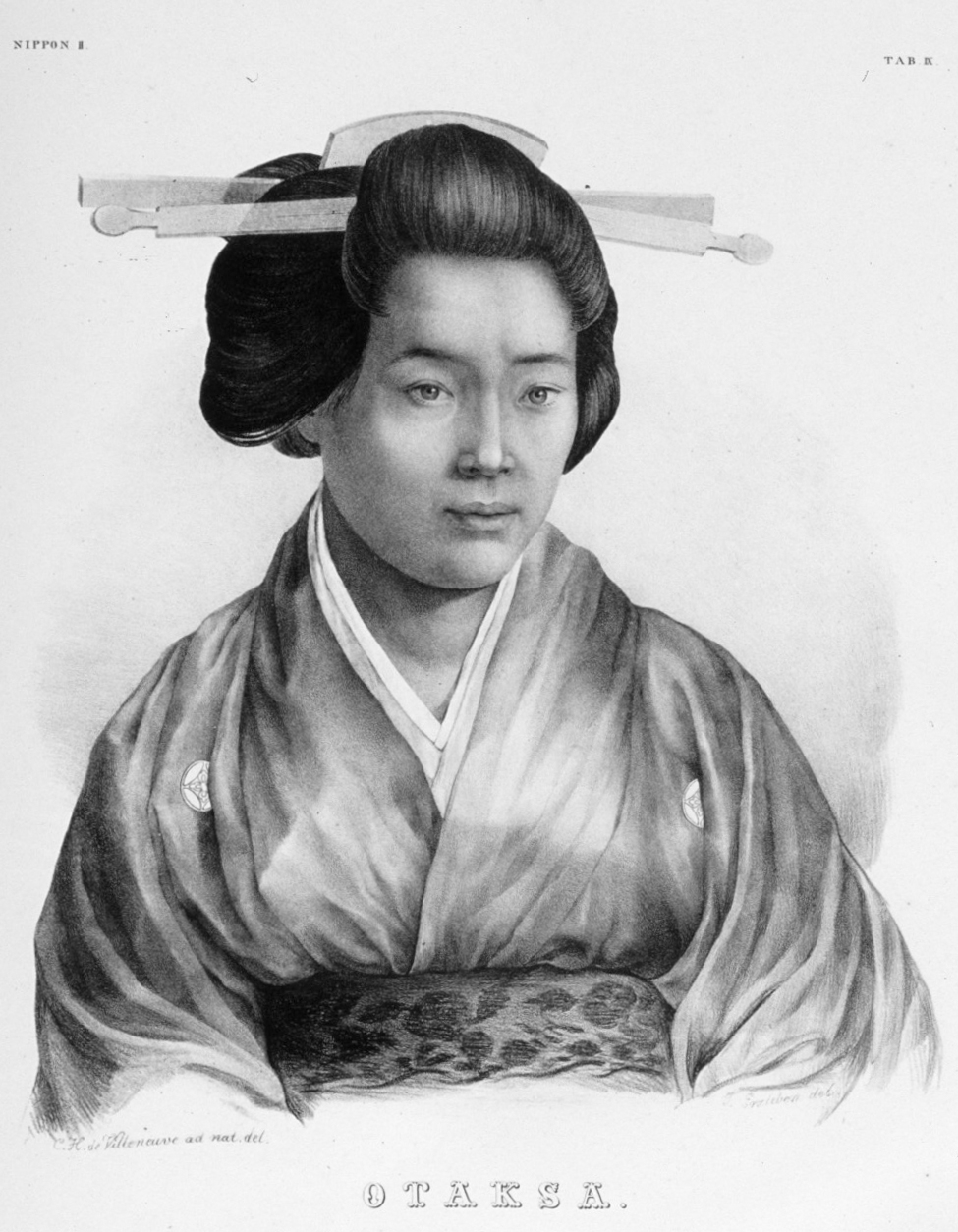
楠本稻的母親瀧的肖像，1830年。

西博德的資產頗豐，他留給瀧和稻一批價值很高的糖，並安排自己的同事照顧她們，讓她們衣食無虞。西博德還寄了一些有關荷蘭語文法的書籍給稻，這些書籍對日本蘭學很有用處，而西博德的學生也為稻的教育有所貢獻。有稗史稱，稻在14、15歲左右因不想習醫，與西博德的其中一位學生二宮敬作私奔到宇和島藩。

### 學生時期與職業生涯初期
在二宮敬作的引介下，楠本稻在1845年開始習醫，她師承西博德的學生石井宗謙，在岡山藩學習產科學。1851年，石井宗謙讓楠本稻懷孕了，這導致她的學業中斷並返回長崎，1852年，稻生下女兒，命名為楠本高子，小名「日语：」，意思是這個孩子是上天額外（日语：ただで，音同）賜予的。儘管未有其他確鑿的證據，但根據高子的描述，自己的母親是受到石井宗謙強行逼迫才懷有身孕，楠本稻不允許宗謙介入高子的生活之中。

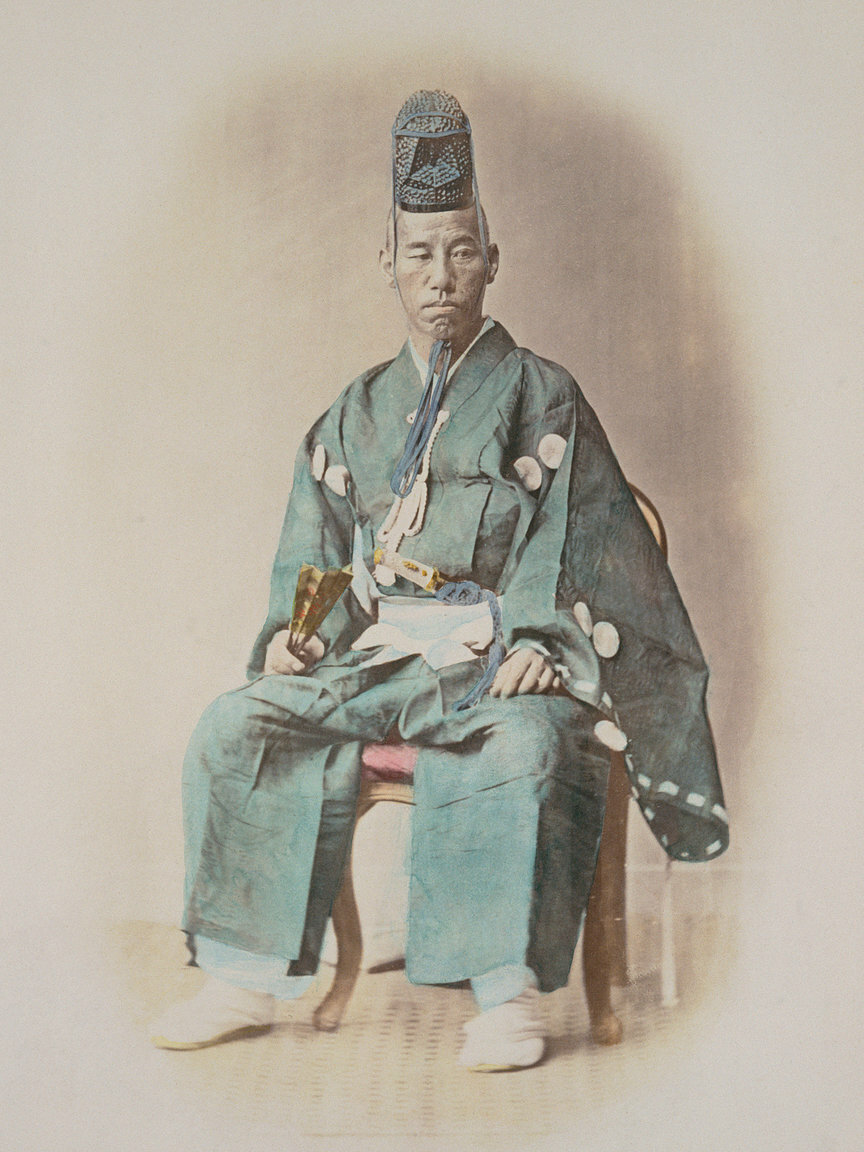
大名伊達宗城不僅是楠本稻習醫之途的贊助者，也大力支持日本的西學研究。

楠本持續在長崎學習西醫，接受阿部魯庵（日语： Abe Roan）的指導。1854年，她留下高子，和母親一起隨著二宮敬作的姪子三瀬諸淵一起前往宇和島藩，師從於二宮敬作門下。當地的大名伊達宗城熱衷於推行西學，1856年，敬作中風之後，他與楠本、三瀨一起返回長崎。
1854年，日本與美國簽署神奈川條約並結束鎖國，1859年，長崎作為通商口岸對外開放，荷蘭人也離開出島並在首都江戶（現今的東京）設立領事館。西博德獲得赦免，並在同年8月4日與帶著他與德裔女子的婚生子亞歷山大並返回長崎。三瀬諸淵開始擔任西博德的學生、翻譯和私人助理，也擔任亞歷山大的日語教師。楠本稻起初住在她父親的居所，但兩者的關係緊張，部分原因是她對荷蘭語並不熟稔，另一部分是西博德讓一位女僕懷孕；所以楠本稻沒過多久就搬出去了。之後她開始三瀬諸淵合作，借重他的荷語能力與父親交流，並藉著她父親的名聲招收病患。1862年四月，西博德被迫再次返回歐洲，之後他便沒有再回到日本了。楠本稻持續向長崎當地的荷蘭醫師習醫，譬如對她讚譽有加的軍醫龐貝，1861年，龐貝醫師在幕府支持下，於長崎建立日本第一所西醫院和醫學院，而楠本稻在該處上課、並協助女性病房的手術及營運。她是日本第一位目睹龐貝解剖人類屍體的女性。

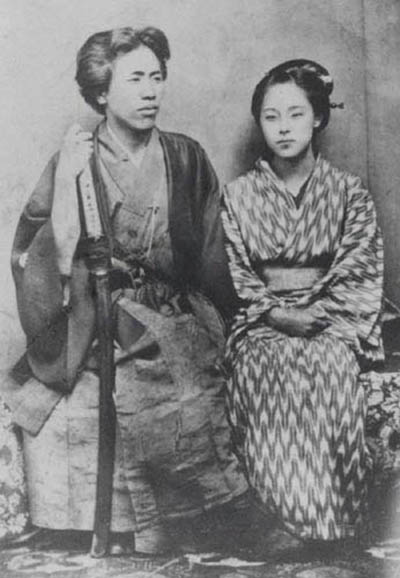
楠本高子（右）與他的夫婿三瀬諸淵（左）

楠本稻在西方學界的人脈與聲譽，讓她獲得伊達宗城的贊助，而她的女兒高子也連帶受益。由於楠本稻的德日混血身分可能會讓她受到歧視，宗城讓她改名為楠本伊篤，他提供楠本稻大米作為薪俸，而楠本稻也進入宮廷擔任醫官，1867年，當伊達宗城的正室益子分娩時，她是在場的三位醫師之一。1860年代，由於楠本稻在宇和島市忙於實習，因此她當時經常在該地與長崎之間往返。而在1861年，西博德和三瀬諸淵遭到攘夷勢力逮捕時，伊達宗城也出力介入。三瀬在1865年獲釋，返回宇和島市，並在1866年與高子結婚。
楠本稻的母親在1869年去世，而這段期間，楠本稻在長崎跟隨安東尼斯·佛朗西斯·博杜恩學習婦產科學，博杜恩是卵巢切除術的開創者。在楠本稻為了學業定居東京後，她結識了高子同父異母的兄長、即石井宗謙的兒子石井謙道（日语：石井謙道，1840年-1882年），另外楠本稻也和她同父異母的兄弟保持聯繫。

### 職業生涯後期與逝世
1873年，楠本稻透過福澤諭吉和其它西方學者從中牽線，替明治天皇的典侍葉室光子接生，是為死產，而光子也在四日後逝世。她獲得了100日圓的報酬。三瀬諸淵和高子在1876年移居大阪，三瀬諸淵在隔年病逝，1879年，高子懷孕並生下一名男孩，楠本稻收養他並將他取名為諸淵。

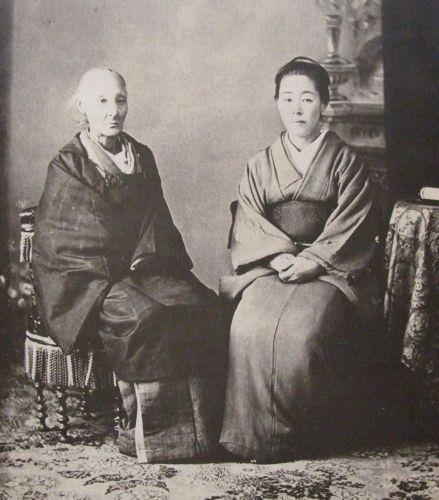
楠本稻（左）與楠本高子（右）

楠本稻回到長崎，並在1884年於當地取得助產士執照，1889年回到東京，退休時間可能是1895年。當時她們全家搬到麻布的西式住宅之中。楠本稻在1903年8月27日過世，死因疑似是在吃了淡水鰻和西瓜之後引發食物中毒。楠本稻終生未婚，她也不願提及自己的混血血統。

## 影響
楠本稻是許多作品的主角，包括司馬遼太郎撰寫的長篇小說《花神》、吉村昭撰寫的小說《馮·西博德之女》（日语：ふぉん・しいほるとの娘）、1970年的電視劇《荷蘭阿稻》、1977年的電視劇《花神》、2000年的電視劇《阿稻 其父名為西博德》（日语：おいね 父の名はシーボルト）  以及2012年的音樂劇作品《幕末少女～醫師★阿稻物語》（日语：幕末ガール～ドクトル★おイネ物語）。
由日本兒童文學作家濱田慶子撰寫，插畫家依光隆（日语：依光隆）插畫的作品《日本第一位女醫師──楠本稻》（日语：日本ではじめての女医―楠本いね）於1992年出版，該書是針對青少年所撰寫的傳記系列《傳記：向人類學習》（日语：伝記 人間にまなぼう）的其中之一。漫畫家まさき茉生將楠本的生平改編成漫畫《西博德阿稻》，在1995年出版；在Masaki筆下，楠本稻是紅髮的，而故事著重於楠本稻作為女醫學生以及混血兒所面臨的考驗，以及因此所展現的意志力。

## 註腳
1. ↑  在和曆中，為文政十年五月六日[2]。不過在官方紀錄上，她的生日是次一日，這麼做的目的是讓她在認定上生於母親所在的長崎而非出島。[3]
2. ↑  另有一個名字其扇（其扇），她是長崎的遊女。不過在西博德指名滝之前，滝可能並未從事過性工作，因為西博德害怕染上梅毒所以一直堅持處女[5]。滝具有官方認證的妓女身份，因此得以到出島去見西博德[6]，西博德向自己的母親表示，滝出身貴族家庭。[3]
3. ↑  被派往出島的妓女稱為「阿蘭陀行遊女」（阿蘭陀行遊女），即「荷蘭行遊女」，因為這些妓女和荷蘭人有牽連。[7]
4. ↑  政府禁止有日本血統或混血的孩童出境，並要求外國籍的父親必須為孩子提供經濟及教育援助。[3]
5. ↑  當時的學徒制通常為期七年至十年，必須住在老師家中，兼負家務工作。[10]
6. ↑  阿部魯庵師承於青木周弼。[10]
7. ↑  按日本曆法為安政六年7月6日[9]

## 延伸閱讀
- Fukui, Hidetoshi.   [Traces of Kusumoto Ine in the Kusumoto and Yoneyama Family Documents]. Narutaki Kiyō (Siebold Kinenkan). 1991, (1).
- City of Seiyō, Ehime Prefecture (编).  . Gyōsei. 2014. ISBN 978-4-324-80070-6. OCLC 875129415.
- Ugami, Yukio.  . Gendai Shokan. 2018. ISBN 978-4768458242.